# Energy (journal)
Pour les articles homonymes, voir Energy.
Energy est une revue scientifique mensuelle internationale à comité de lecture publiée par Elsevier. Elle couvre tous les domaines relatifs à l'ingénierie des sources d'énergie. Publiée en anglais, son facteur d'impact en 2021 est 8.857 (3e sur 63 dans la catégorie thermodynamique) selon le Journal Citation Reports.

## Indexation
Le journal est indexé dans 53 bases de données.